# Eccleshill
Eccleshill is een civil parish in het bestuurlijke gebied Blackburn with Darwen, in het Engelse graafschap Lancashire met 319 inwoners.